# Sibyla americké revoluce
Sibyla americké revoluce (v anglickém originále Sybil of the American Revolution, zmiňováno též jako Sybil, Daughter of the American Revolution nebo jen jako Sybil of the Revolution) je komorní opera o dvou dějstvích americké skladatelky českého původu Ludmily Ulehlové (Ludmila Ulehla) z roku 1992. Libreto k ní napsala Susan Scheffleinová. Premiéru měla 1. dubna 1993 v sále Abigail Adams Smith Museum v New Yorku.
Ludmila Ulehlová (1923–2009) byla plodná skladatelka, hudební vědkyně a hudební pedagožka: od absolvování Manhattan School of Music roku 1947 vyučovala kompozici na téže škole až do roku 1989, od roku 1970 jako vedoucí katedry skladby. Svou jedinou operu však napsala až po odchodu na odpočinek.
Námětem je historicky poněkud sporná epizoda z americké války za nezávislost, přesněji ze dne 26. dubna 1777. Šestnáctiletá Sybil, nejstarší dcera plukovníka Kontinentální armády Henryho Ludingtona, jela v noci 40 mil po stopách oddílu svého otce skrze Putnam County, aby jeho vojáky – a po cestě všechny obyvatele – varovala před britskými plány vyplenit město Danbury v Connecticutu, kde se nacházely zásoby Kontinentální armády.
Poněkud chudý děj opery se soustředí na hlavní hrdinku; její otec, plukovník Ludington, je bojovníkem americké revoluce, osobním a ideovým protihráčem je mu Sybilin milý, který pochází z rodiny loajální britské vládě. Tyto tři postavy doplňuje sousedka Ludingtonových paní Tiddová a starý poustevník. Název opery symbolicky propojuje hrdinku opery s prorokyní Sibylou.
Podle recenze v The New York Times sice „zápletka nevytvořila napínavé operní drama, ale partitura paní Ulehlové, sepsaná v plynulém expresionistickém idiomu s tonálním zakotvením, stále lahodila uchu“.

## Osoby a první obsazení
| osoba                | hlasový obor | premiéra (1. dubna 1993) |
| -------------------- | ------------ | ------------------------ |
| Sybil                | soprán       | Susan Botti              |
| Plukovník, její otec | basbaryton   | Anthony Bellov           |
| Sybilin milý         | tenor        | David Frye               |
| Poustevník           | tenor        | William Riley            |
| Paní Tiddová         | mezzosoprán  | Diane Kesling            |

## Instrumentace
Flétna/pikola, hoboj, klarinet, fagot, dva lesní rohy, bicí souprava, klavír, dvoje housle, viola, violoncello.